# مجال التردد

في الإلكترونيات و هندسة التحكم، مجال التردد يستخدم لتمثيل إشارة عبر دالة رياضية بدلالة التردد،عوضا عن الزمن. ببساطة، يوضح الرسم البياني للمجال الزمني كيف تتغير الإشارة بمرور الوقت، في حين يوضح الرسم البياني للمجال الترددي كيفية توزيع الإشارة ضمن نطاقات تردد مختلفة عبر نطاق من الترددات. يتكون تمثيل مجال التردد المعقد من كل من حجم وطور مجموعة من الجيوب الأنفية (أو أشكال موجية أساسية أخرى) عند مكونات تردد الإشارة. على الرغم من أنه من الشائع الإشارة إلى جزء الحجم (مجال التردد ذو القيمة الحقيقية) باعتباره استجابة التردد للإشارة، إلا أن جزء الطور مطلوب لتعريف الإشارة بشكل فريد.